# Robin Roberts
Robin Evan Roberts (30 de septiembre de 1926 - 6 de mayo de 2010) fue un jugador de béisbol estadounidense que actuó como lanzador en las Grandes Ligas. Jugó principalmente con los Philadelphia Phillies (1948-61), pasando las últimas temporadas de su carrera con los Baltimore Orioles (1962-1965), Houston Astros (1965-1966) y Chicago Cubs (1966). Fue seleccionado para ingresar en el Salón de la Fama en 1976.

## Carrera en Grandes Ligas
Roberts, en su carrera de 19 temporadas, acumuló 286 victorias y 245 derrotas, 2,357 ponches, 3.41 de promedio de carreras limpias, 305 juegos completos, 45 lechadas y 4,688⅔ innings en 676 juegos. Es el segundo lanzador de la historia, detrás de Jamie Moyer, en jonrones permitidos (505) y mantiene el récord de juegos inaugurales iniciados con un mismo equipo con 12 (1950-1961).
Es el único lanzador de la historia de las Grandes Ligas en derrotar a los Boston Braves, Milwaukee Braves y Atlanta Braves.

### Trayectoria con los Phillies
Entre 1950 y 1955 ganó 20 juegos en cada temporada, liderando la Liga Nacional en victorias de 1952 a 1955. Seis veces lideró la Liga en juegos iniciados y cinco veces en juegos completos e innings lanzados. En una ocasión lanzó 28 juegos completos de forma consecutiva. Roberts nunca transfirió a más de 77 bateadores en ninguna temporada regular, además, él se ayudaba tanto a la defensiva como a la ofensiva, bateando 55 dobles, 10 triples y 5 jonrones con 103 carreras impulsadas.
Sus 28 victorias de 1952, año en el que ganó el The Sporting News Player of the Year Award, fue la mayor cifra de la Liga Nacional desde que en 1935, cuando Dizzy Dean lograra, igualmente, 28 triunfos.
Aunque lograra 28 victorias en 1952, la mejor temporada de Roberts fue en 1953, lanzado para 23-16 y liderando la Liga Nacional en ponches con 198. Esa temporada (1953) lanzó 346⅔ innings (récord personal para una temporada) con solo 66 bases por bolas, además, su 2.75 de promedio de carreras limpias fue el segundo de la liga detrás del 2.10 de Warren Spahn.
Una de sus actuaciones más destacas ocurrió el 13 de mayo de 1954, cuando, frente a los Cincinnati Reds luego de permitir un cuadrangular del primer bateador del juego (Bobby Adams), retiró de forma consecutiva a los siguientes 27 bateadores, ganando 8-1, en un partido de un hit.
Roberts, en su carrera de 19 temporadas, acumuló 286 victorias y 245 derrotas, 2,357 ponches, 3.41 de promedio de carreras limpias, 305 juegos completos, 45 lechadas y 4,688⅔ innings en 676 juegos. Es el segundo lanzador de la historia, detrás de Jamie Moyer, en jonrones permitidos (505) y mantiene el récord de juegos inaugurales iniciados con un mismo equipo con 12 (1950-1961).
Es el único lanzador de la historia de las Grandes Ligas en derrotar a los Boston Braves, Milwaukee Braves y Atlanta Braves.

## Muerte
Falleció a los 83 años por causas naturales el 6 de mayo de 2010, en su casa en Temple Terrace, Florida. Durante el resto de su temporada 2010, los Philadelphia Phillies llevaron un remiendo conmemorativo # 36 en sus uniformes y colgaron una camiseta de Robin Roberts en su dugout durante partidos de casa y lejos de los juegos.

## Reconocimientos
Los  Phillies retiraron su número 36 del uniforme en 1962, siendo el primer número retirado de la organización. En 1976, fue seleccionado para ingresar al Salón de la Fama con el 86.86% de los votos. En 1999, “The Sporting News” lo ubicó en el puesto 74 de la lista de los 100 mejores jugadores de béisbol de la historia (100 Greatest Baseball Players).